# IBM 로터스 심포니
IBM 로터스 심포니(IBM Lotus Symphony)는 텍스트, 스프레드시트, 프레젠테이션, 기타 문서를 생성, 편집, 공유하고 월드 와이드 웹을 탐색할 수 있는, 지금은 개발이 중단된 소프트웨어 제품군이다. 상용 사유 소프트웨어로서 배포되었다가 IBM이 자유-오픈 소스 아파치 오픈오피스 소프트웨어 제품군에 참여하기 위해 해당 제품군에 참여한 2014년까지 프리웨어로 제공되었다.
2007년 처음 출시된 이 제품군은 1980년대의 도스용 로터스 심포니 제품군과 이름이 비슷하지만 2개의 소프트웨어 제품군은 서로 관련이 없다. 이전의 로터스 애플리케이션 제품군 로터스 스마트스위트 또한 관련이 없다.
IBM은 2012년 1월 버전 3.0.1을 끝으로 로터스 심포니의 개발을 중단했으며 아파치 오픈오피스의 차기 개발에 참여하게 되면서 소스 코드를 아파치 소프트웨어 재단에 기부하였다.